# Domiporta filaris
Espèce
Synonymes
- Cancilla filaris (Linnaeus, 1771)

Domiporta filaris est une espèce d'escargot de mer appartenant à la famille des Mitridae.
- Répartition : Indo-Pacifique ; se niche dans le sable corallien et dans les graviers détritiques.
- Longueur : 4,5 cm.

Comme toutes les mitres, cette espèce prédatrice a une glande qui produit un venin paralysant.